# Хелкия
Хелкия , или Хилкия (др.-евр. חלקיהו‬ или חלקיה‬; в Септуагинте др.-греч. Хελκία; лат. Hilkiah; «часть, наследие Божие»), — иудейский первосвященник VII века до н. э., во времена царя Иосии (Иошии, 639/640 — 608/609 годы до н. э.). Упоминается в Библии (4Цар. 22:4, 8, 12, 14; 4Цар. 23:4; 2Пар. 34:9; Езд. 1:8). Руководил реформационной деятельностью царя Иосии. При нём в храме была найдена книга Закона и совершено торжественное празднование Пасхи.

## Жизнеописание

### Происхождение
В родословной Левия, Аарона и Елеазара, Хелкия называется сыном Селлума (Шаллум) и отцом Азарии (1Пар. 6:13; 9:11.

### Служба
При нём, во время предпринятого царём ремонта (очищения и обновления) храма, был найден свиток Закона (Книга закона); который послужил основанием для очищения культа и коренной религиозной реформы (2Цар. 22:3 и сл.).
Вместе с другими был послан царём к пророчице Олдаме (Хулде), чтобы вопросить Бога о своей судьбе и о судьбе своего народа, узнать, сбудутся ли грозные предсказания найденной Божественной книги ο каре Божией, которая постигнет народ за неисполнение содержавшихся в ней религиозных заповедей (4Цар. 22:8—20; 2Пар. 34:14—28; 2Цар. 22:12 и сл.).
Ему было повелено извергнуть из Храма все предметы идолослужения, которые были сожжены в долине Кидронской, за Иерусалимом (4 Цар. XXIII, 4 — 8).
При нём во дни Иосии была торжественно отпразднована Пасха (2Езд. 1:1–23).

### Потомки
Он же, вероятно, значится в числе предков священника Ездры (ок. V века до н. э., в исламе известен под именем Узайр; Езд. 7:1; 2Езд. 8:1).